# 老谷の大ツバキ

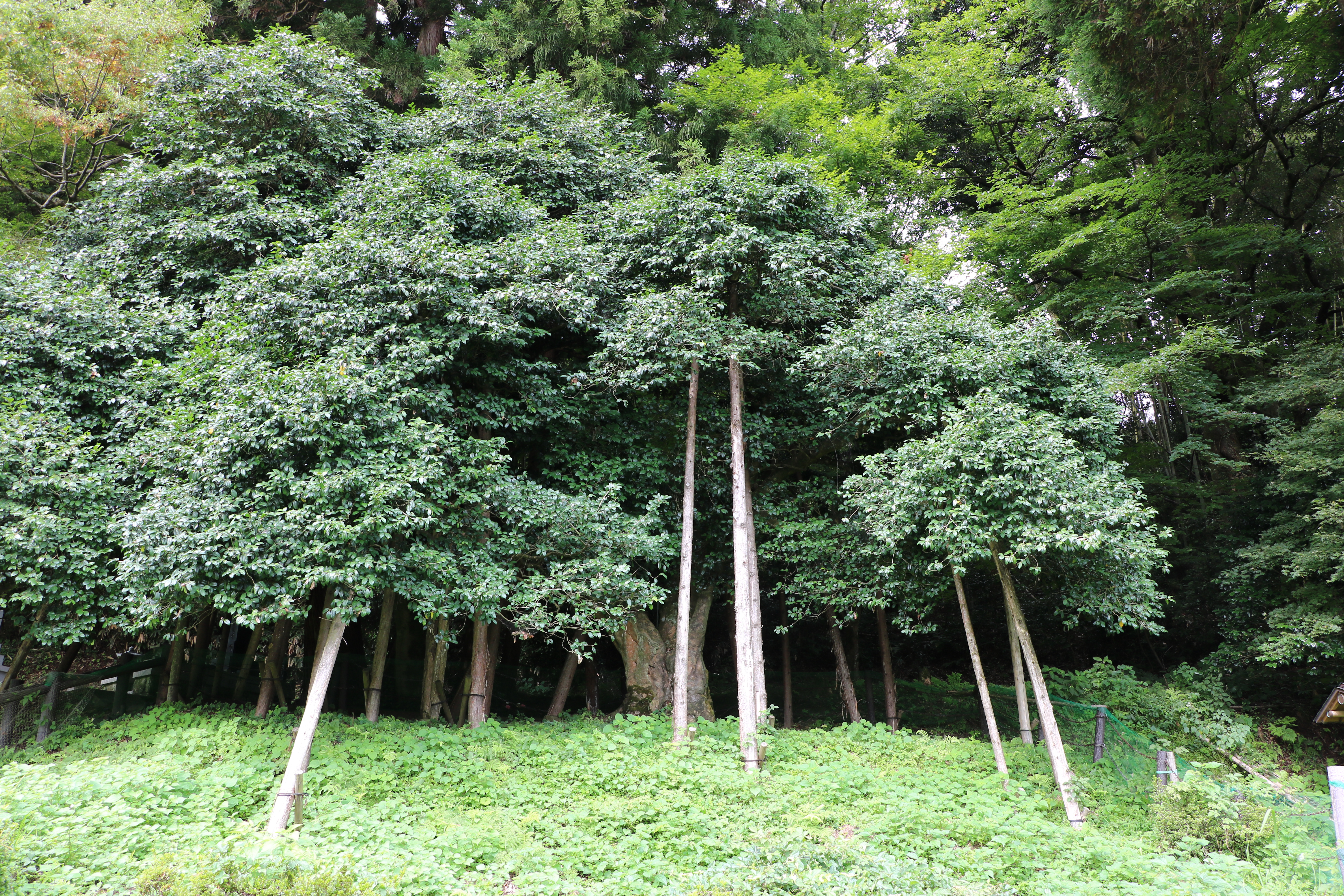
老谷の大ツバキ。2017年9月4日撮影。

老谷の大ツバキ（おいだにのおおツバキ）は、富山県氷見市老谷に生育するヤブツバキの巨木である。ヤブツバキでは日本最大の巨木といわれ、1965年（昭和40年）に「老谷の大ツバキ」の名称で富山県の天然記念物に指定された。もともとはその特異な形状から「さしまたのツバキ」と呼ばれていて、無実の罪に問われて落命した武士の遺した妻と子にまつわる伝承が残されている。

## 由来

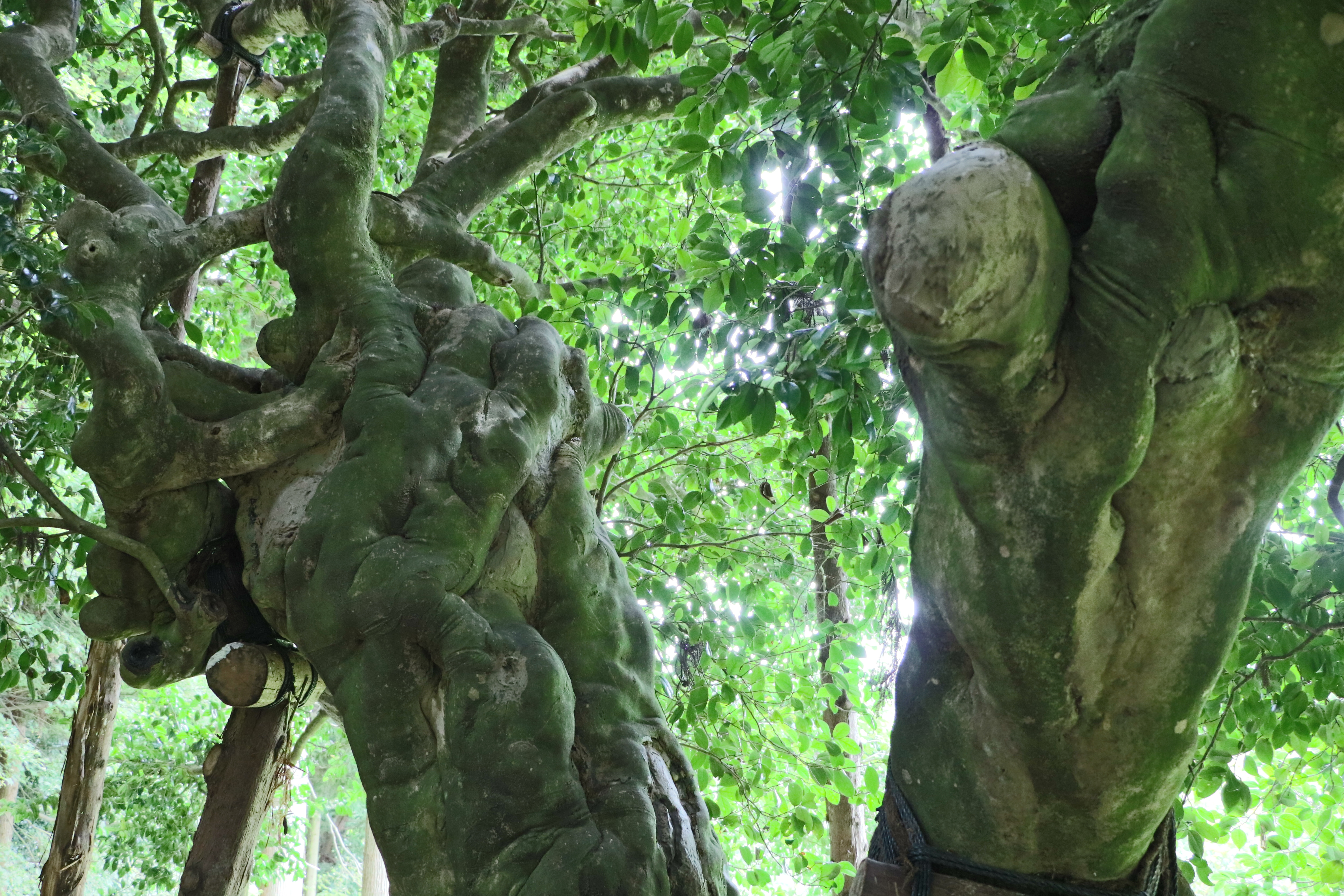
複雑な形状。2017年9月4日撮影。

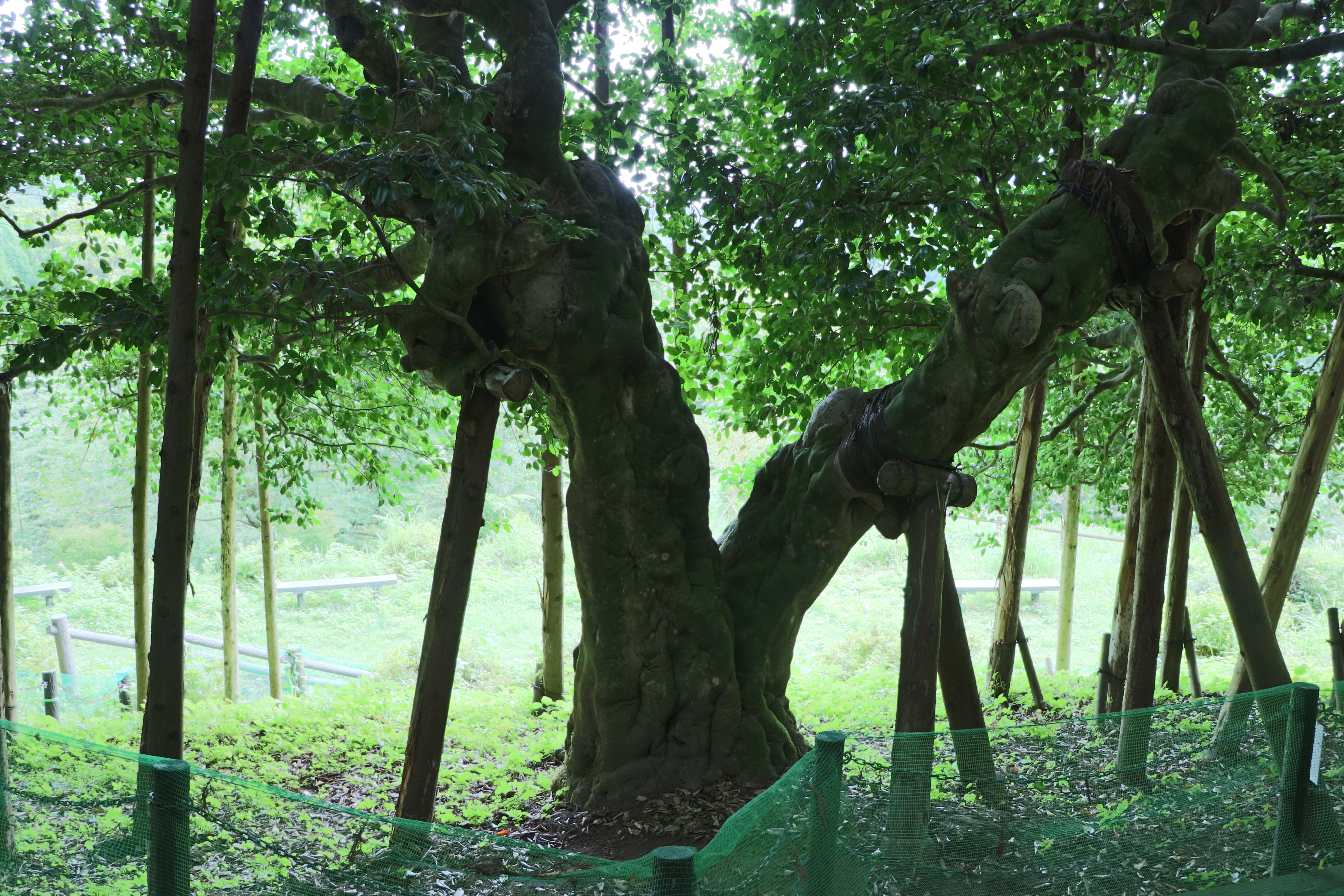
さしまた（刺又）の由来となった枝分かれの形状。2017年9月4日撮影。

氷見市周辺の地形は、市の中心部から谷が放射状に広がっていて、1つの谷から別の谷に移動する場合でも、車で一度氷見市内に降りてからもう一度別の谷を遡って行かねばならないことさえある。老谷の大ツバキが生育する老谷地区は宝達丘陵に位置し、氷見市内を流れる上庄川の上流に分け入って、さらに岩瀬という集落から支流（老谷川）の谷を遡った場所にある集落で、市の中心部から約18キロメートルも離れていて石川県との県境にほど近い。老谷川の水源がある老谷地区は「平家落人の里」と伝えられ、道路事情が改善されるまでは近隣との交流さえきわめて不便なところであった。
老谷地区の最も奥まったところに小高い丘があり、中腹に墓地が作られている。墓地の一角には、一見すると小さな森にさえ見える大きなヤブツバキの木が生育していて、毎年5月10日頃に満開となって深紅の花を一面に咲かせる。太い幹は地上1メートル付近で3本に枝分かれし、幹の上部では多くの枝が幹に絡んだり、枝同士で癒着し合ったりして複雑にねじれもつれ合っている。地上からの高さ2.5メートル付近では、もつれ合った枝の上に人が1人楽に座ることができるほどの平面さえ形作られている。推定の樹齢は500年、あるいは700年から800年ともいわれ、樹高は7.5メートル、幹周り3.89メートル、枝張りは東西に7.9メートル、南北に11メートルを測り、ヤブツバキとしては日本最大のものとされた。
この木は1965年（昭和40年）1月1日に、ヤブツバキの大樹として富山県の天然記念物に指定された。「老谷の大ツバキ」という名称はそのときに命名されたもので、地元ではその特異な形状から「さしまたのツバキ」と呼んでいた。「さしまたのツバキ」の「さしまた」とは捕物で使われる武具の刺又（さすまた）が転じたもので、その由来については次のような伝承が残されている。
戦国時代、氷見の池田城に掃部善兵衛という武士がいた。善兵衛は主君の信頼が厚い人物であったが、ある時無実の罪に問われた。善兵衛は必死に潔白を申し立てたがその訴えは退けられ、刺又で押さえつけられて囚われの身となり、ついに打ち首となった。後には妻と幼い男児が遺された。妻は男児に女児の着物を着せて人目を欺き、老谷にある実家を頼った。ところが実家は罪人の妻や子を家に入れるわけにはいかぬと追い返した。行き場を失った2人は主君や世間の仕打ちを恨みつつ数年後に相次いで死に、墓地の一角に葬られた。墓標の代わりにツバキの苗木を植えたところ、異常なまでに成長し、毎年春には血のように赤い花を咲かせるようになった。枝や幹も奇怪な様相を帯び始め、善兵衛を捕えたあの刺又の姿を思わせるものであった。村人たちは「あの2人の怨念のせいだ」と噂し合った。やがて、越後から攻め入った上杉謙信の軍によって池田城が落城し、主君も打ち取られた。するとツバキの異常な成長は治まり、穏やかな様相を見せるようになったという。
老谷の大ツバキは墓地の中にあるため、花期以外は静かで人影もないが、3月下旬から5月上旬にかけての開花時には近隣の小学生たちも先生の引率で見学にやってくるなど、花の名所となっている。1990年（平成2年）に開催された「国際花と緑の博覧会」に合わせて企画された「新日本名木100選」では、富山県から「今山田の大カツラ」（富山市）とともに選定されている。

## 交通アクセス
所在地
- 富山県氷見市老谷1249番地

交通
- 西日本旅客鉄道氷見線氷見駅からタクシーで約35分[10]。または加越能バスで下岩瀬下車、徒歩30分[10]。